# Lucretia

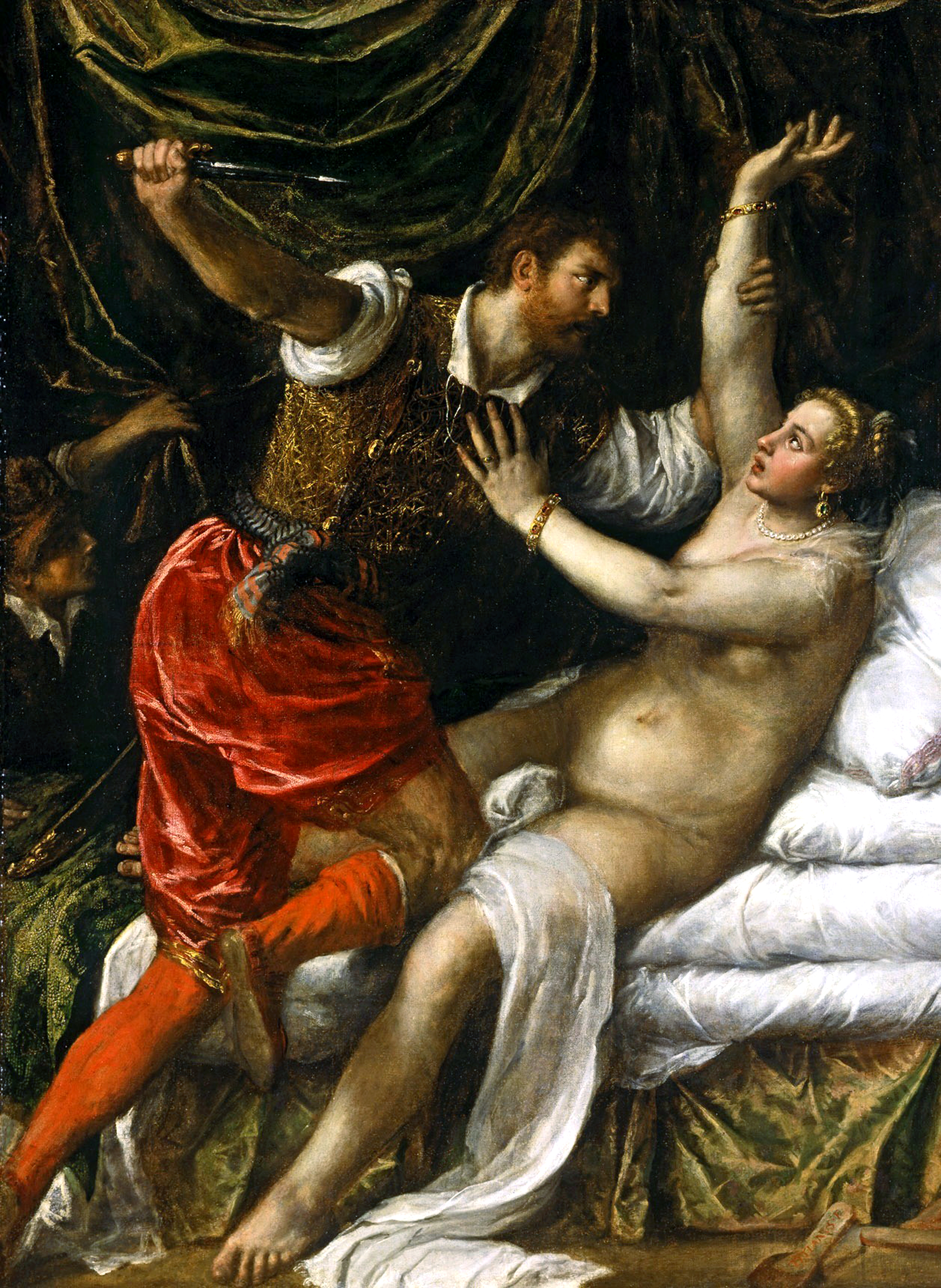
Die Vergewaltigung der Lucretia; Gemälde von Tizian, 1571

Lucretia war laut späterer Tradition eine römische Frau aus der (halb-)mythischen Frühzeit, Tochter des Spurius Lucretius Tricipitinus und Gattin des Collatinus aus der königlichen Familie der Tarquinier. Sie war berühmt für ihre Schönheit und noch mehr für ihre Tugendhaftigkeit.

## Überlieferung

Tarquinius und Lucretia von Antonio Bellucci

Die spätere, vor allem bei Titus Livius, aber auch in den Fasti Ovids greifbare Überlieferung berichtet die folgende Geschichte: Im 6. Jahrhundert v. Chr. fühlte sich in Rom keiner seines Lebens, seiner Familie und seiner Ahnen sicher. Das Regime von Tarquinius Superbus war unerträglich, aber nicht nur für die Römer, die zu dieser Zeit noch Hirten und Bauern waren und daher noch keine gleichwertigen Vertreter in der Politik hatten. Auch für die mächtigen Etrusker und selbst für die Verwandten des Königs waren es unsichere Zeiten. Daher verschworen sich viele Männer aus dem tarquinischen Adelsgeschlecht gegen den Tyrannen, um ihn zu stürzen. Unter diesen waren der Enkel von Tanaquil, Brutus, und der Mann von Lucretia, Collatinus.
Während der Besetzung der Stadt Ardea kamen die jungen Prinzen der Tarquinier abends in ihren Zelten zusammen. Eines Abends trafen sie sich im Zelt von Sextus Tarquinius, einem Sohn des Königs, und unterhielten sich über Frauen. Das Gespräch erhitzte sich bei der Behauptung von Collatinus – dem Einzigen, der nicht mit einer Etruskerin, sondern mit einer Römerin verheiratet war –, dass seine Frau Lucretia über allen anderen Frauen stehe. Um sie zu überzeugen, lud Collatinus die anderen zu einem Besuch bei ihr ein. Im Gegensatz zu ihren Schwägerinnen fand man sie nicht beim Gelage oder bei anderen für Frauen der damaligen Zeit unschicklichen Dingen, sondern umgeben von ihren Mägden beim Spinnen der Wolle, im Schein einer Öllampe. Augenblicklich begehrte Sextus die Gattin seines Kameraden.

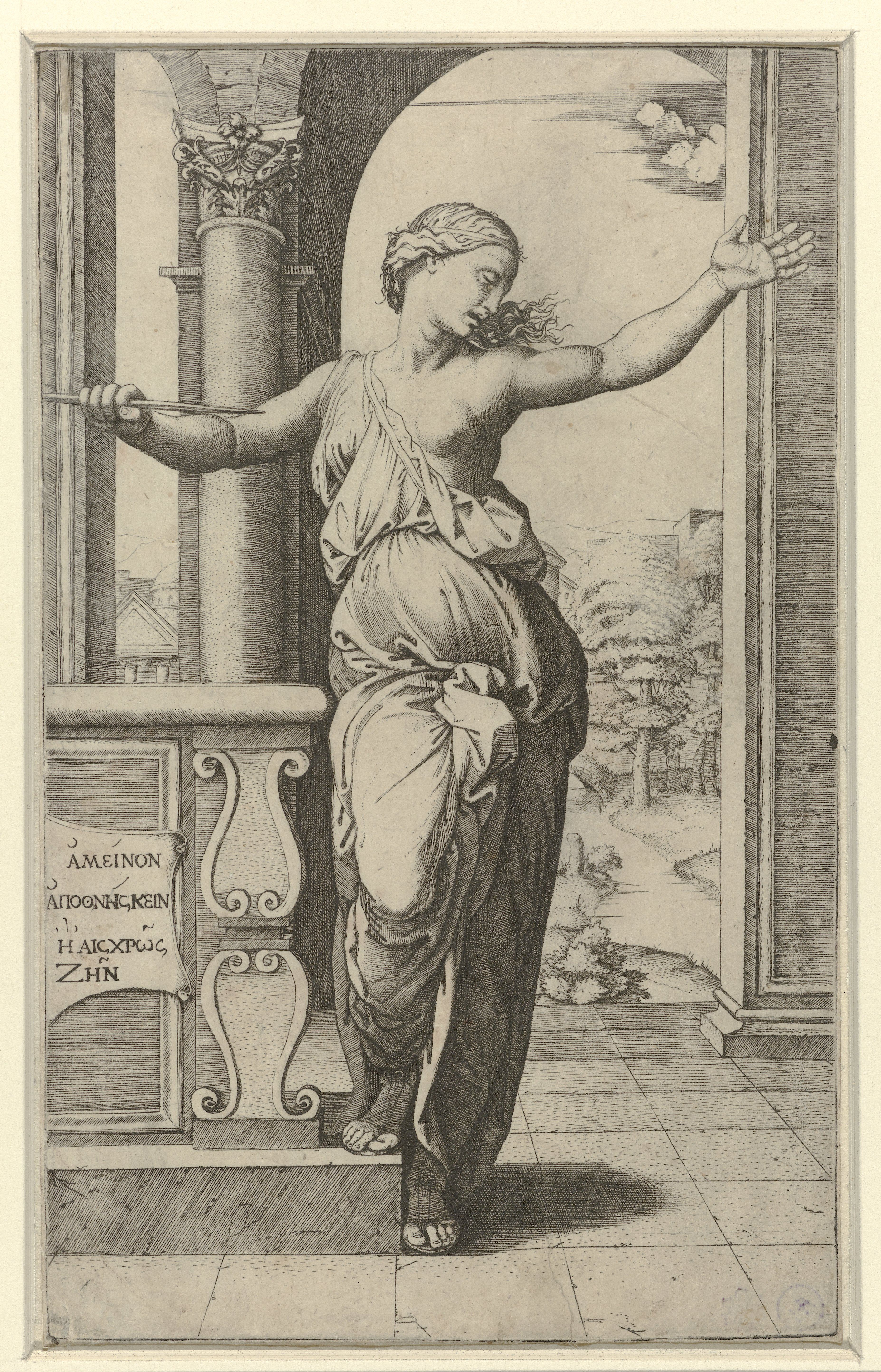
Marcantonio Raimondi, Lucretia, ca. 1510/11, Kupferstich

Während einer Abwesenheit ihres Ehemannes besuchte er unter einem Vorwand Lucretia, die ihm Einlass gewährte, da er ein entfernter Verwandter des Collatinus war. In der Nacht dann schlich er sich in ihr Zimmer und wollte sie vergewaltigen. Er bedrohte sie mit seinem Schwert, doch sie erklärte, lieber sterben zu wollen als ihrem Mann untreu zu werden. Als Tarquinius jedoch damit drohte, ihren Leichnam neben den eines toten Sklaven zu legen und sie dann der Unzucht zu beschuldigen (weswegen er dann beide auf frischer Tat getötet habe), ließ sie die Tat über sich ergehen. Nach der Vergewaltigung verschwand Tarquinius. Lucretia ließ ihren Mann und ihren Vater holen. Unter Tränen erzählte sie ihnen das ihr zugefügte Unrecht. Die Männer betonten, dass Lucretia keine Schuld treffe, nur der Täter sei schuldig. Sie selbst sprach sich zwar auch von Sünde frei, wollte aber nicht weiterleben, damit künftig keine unehrenhafte Frau unter Berufung auf Lucretia weiterlebe. Daher stieß sie sich ein Messer ins Herz und starb. Die Männer trugen die Leiche aus dem Haus und brachten sie auf den Marktplatz. Dort versammelte sich eine Menschenmenge, die nun erfuhr, was geschehen war. Dies löste beim Volk einen Aufstand gegen die verhasste Monarchie aus. Die Königsgegner aus dem Hause der Tarquinier nutzten diese Gelegenheit und stürzten das Regime.

## Bedeutung

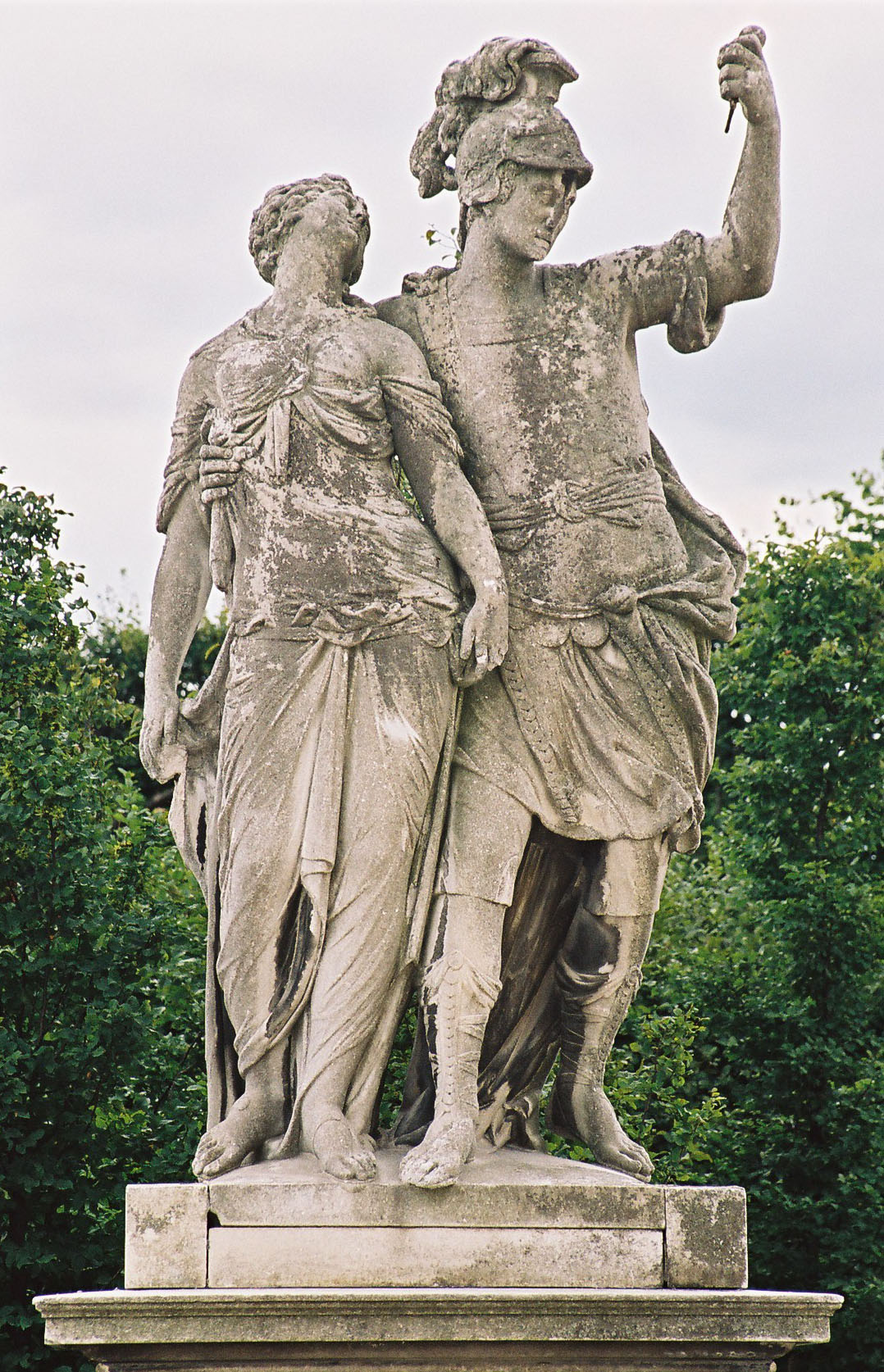
Lucius Iunius Brutus schwört Rache für den Tod von Lucretia, Wien, Schönbrunn

Die livianische Darstellung lässt Zweifel aufkommen, ob es sich bei der Erzählung um eine Vergewaltigung oder einen Ehebruch gehandelt hat. Zwar wird die verbrecherische Tat des Königssohns verurteilt, aber Livius befasst sich auch mit einem möglichen Schuldanteil Lucretias.
Hintergrund dazu bildet der damals und auch noch zu Livius’ Zeiten geltende Grundsatz der Patria Potestas und die geplante Justizreform des Augustus mit den Leges Iuliae, die von Augustus erstmals 28 v. Chr. lanciert wurde. Die Szene mit Lucretia, dem Ehemann und dem Vater ähnelt einem Gerichtsverfahren: Die Sprache ist juristisch gefärbt und die Gliederung in vier Abschnitte verweist auf die üblichen Redeteile eines Prozesses. Lucretia betont den Ehebruch als das eigentlich Skandalöse (und nicht die Gewaltanwendung gegen sie) und spricht sich von jeder Schuld frei. Der Ehemann und der Vater als Vollzieher der Patria Potestas schließen sich ihrer Ausführung an mit der Begründung, „wo es keine Absicht gegeben habe, da gebe es auch keine Schuld“. Es ist deshalb sowohl für die Familienangehörigen als auch den Lesenden völlig überraschend und unverständlich, dass sie sich selbst mit dem Tod bestraft.
Die Tragik der Geschichte liegt darin, dass Lucretia sich den Drohungen des Sextus Tarquinius gebeugt hat und sie paradoxerweise ihre Sittsamkeit mit dem Verlust der Sittsamkeit bezahlt. Es gibt keine Beweismittel und die Freisprechung Lucretias von aller Schuld durch die Patria Potestas gründet einzig auf der Aussage von Lucretia. Das Hausgericht erscheint aufgrund der nun folgenden Selbstjustiz als inkompetent und schwach. Mit ihren letzten Worten stellt sie sich auf die Seite der Justizreform, die allen zukünftigen Frauen, die Unzucht betreiben, den Weg in den Tod weist.
Diese Erzählung markierte (nach traditioneller Datierung 510/09 v. Chr.) das Ende der Monarchie und den Anfang der römischen Republik. Somit gehört „Die Schändung der Lucretia“ zum Gründungsmythos der Römischen Republik. Ein geschichtlicher Nachweis ist nicht überliefert: Die Legende von der Vergewaltigung Lucretias ist so alt, wie die Überlieferung erhalten ist, und wird von Livius zum Ende des ersten Buches von Ab urbe condita in den Kapiteln 57–59 berichtet. Von dieser Erzählung wurden viele Autoren inspiriert (s. u.); die meisten Althistoriker halten die Geschichte zumindest in der vorliegenden Form für eine spätere Erfindung, die auch den Einfluss griechischer Tyrannentopik verrät.

## In der Literatur
Nutzten die antiken Autoren die Vorkommnisse um Lucretias Suizid noch in Bezug auf die literarische Darstellung des Tyrannenverhaltens und sahen in Sextus Tarquinius den alleinig Schuldigen an Lucretias Tod, so verschiebt sich die Interpretation bei dem Kirchenvater Augustinus. Dieser lehnt Lucretias Begründung für den Selbstmord ab und unterstellt Lucretia im Zusammenhang mit seiner entschiedenen Verurteilung des Selbstmordes eine Mitschuld sowie ein Motiv. So soll sie insgeheim an der Vergewaltigung Gefallen gefunden haben. Daraufhin soll sie, von Scham befallen, den Selbstmord zur Vertuschung gewählt haben.
Dante Alighieri greift, wie viele weitere Autoren, die seit der Antike bekannte positive Interpretation des Stoffes wieder auf. Der italienische Dichter lässt Lucretia in seiner Divina Commedia zusammen mit zahlreichen „guten Heiden“, den Helden und Philosophen der Antike, auf einem begrünten Rasenstück innerhalb des ersten Höllenkreises auf das lyrische Ich und dessen Begleiter treffen. Die Möglichkeit, Lucretia als Selbstmörderin – in der Interpretation des Augustinus – in den für Selbstmörder vorgesehenen siebten Höllenkreis zu verweisen, verwirft er.
Gotthold Ephraim Lessing hat 1772 in seinem „bürgerlichen Trauerspiel“ Emilia Galotti das bereits klassische Thema der antiken Lucretia und Verginia in die damalige Gegenwart übertragen, die verführte und entehrte Protagonistin Emilia stirbt jedoch nicht wie Lucretia durch die eigene Hand, sie wünscht sich vielmehr, von ihrem Vater erdolcht zu werden.

## In den Künsten
Lucretia ist die Titelheldin zahlreicher Werke mit dem Zentralthema der ehelichen Treue und geschändeten Keuschheit.

### Belletristik
- Ovid: Fasti, Verswerk (darin die Geschehnisse um Lukretia)
- William Shakespeare: The Rape of Lucrece, Langgedicht. Hierbei steht nicht mehr das römische Ideal der Tugend einer „Uxor Romana“ im Vordergrund, sondern tragische und machtpolitische Elemente. Die feindselige Untat des Tarquin wird nur durch Erzählungen seines Gegners Collatin fokussiert und der Täter begegnet Lucretia erstmals, als er sie schändet. Sie verlangt ihrem Mann einen Racheschwur ab.
- Giuseppe Maria Doria Pamphilj: Lasciato havea d'adultero superbo, Kantatenlibretto, welches z. B. von Alessandro Scarlatti und Benedetto Marcello für ihre Lucrezia-Kantaten verwendet wurde
- Alexander Puschkin: Graf Nulin, Parodie
- Jean Giraudoux: Pour Lucrèce, Schauspiel
- André Obey: Le Viol de Lucrèce, Bühnenstück
- Mario Vargas Llosa: Lob der Stiefmutter, Roman
- Heinrich Bullinger: Ein schoen Spil von der Geschicht der edlen Römerin Lucretiae, Drama in 2 Akten, UA: Basel 1533.
  - Andere Titel:
    - Ein schoen Spil von der Geschicht der edlen Römerin Lucretiae unnd wie der Tyrannisch küng Tarquinius Superbus von Rhom vertriben und sunderlich von der standthafftigkeit Junij Bruti des Ersten Consuls zu Rhom
    - Spiel von der schönen Lucretia
    - Ein schoenes Spiel von der Geschichte der edlen Römerin Lucretiae
    - Spiel von Lucretia und Brutus

### Bildende Künste
Die Gestalt der Lucretia erscheint auch in bildlichen Darstellungen der Neun Guten Heldinnen, sie ist in dieser ikonografischen Reihe eine Vertreterin des Heidentums. So wurde sie in der Renaissance ein bedeutendes ‚weltliches‘ Thema:
- Filippino Lippi: Gemälde „Geschichte der Lucretia“ (italienisch Storia di Lucrezia), um 1478–1480 (Galleria Palatina, Florenz).[13]
- Sandro Botticelli, Gemälde „Geschichte der Lucretia“, um 1500 (Isabella Stewart Gardner Museum, Boston).[14]
- Marcantonio Raimondi nach Raffael, Kupferstich, um 1510.[15]
- Sodoma, ein Gemälde von 1513 (Szépművészeti Múzeum, Budapest).[16]
- Jörg Breu der Ältere: Gemälde „Geschichte der Lucretia“, 1527 (Alte Pinakothek, München).[17]
- Lucas Cranach der Ältere, mehrere Gemälde, u. a. 1528 (Stockholm, Schwedisches Nationalmuseum), 1535 (Nischni Nowgoroder Kunstmuseum).
- Lucas Cranach der Jüngere, Freitod der Lucretia, Gemälde (zugeschrieben), Alte Galerie Graz im Schloss Eggenberg.
- Tizian, ein Gemälde von 1571 (Fitzwilliam Museum, Cambridge).
- Artemisia Gentileschi, ein Gemälde, 1623–1625 (?) (Mailand, Gerolamo Etro).
- Rembrandt van Rijn, ein Gemälde, 1666 (Minneapolis Institute of Art).[18] Das sonst ebenfalls Rembrandt zugeschriebene Lucretia-Bild von 1664[19] der National Gallery of Art, Washington, wird vom Rembrandt Research Project nicht als eigenhändig anerkannt.[20]
- Pietro Tacca, „Tarquinius und Lucretia“, Bronzeplastik, letztes Viertel 17. Jh. (Skulpturensammlung und Museum für Byzantinische Kunst, Berlin).[21]

### Musik
- Jacques Gallot schrieb 2 Allemanden, Tarquin und Lucrèce für Barocklaute[22][23]
- Alessandro Scarlatti: Lucrezia Romana bzw. "Lasciato havea d'adultero superbo", Kantate für Sopran und B.c.
- Georg Friedrich Händel: La Lucrezia, Kantate für Sopran und B.c.
- Benedetto Marcello: Lucrezia, Kantate für Alt und B.c.
- Carlo Arrigoni: Lucrezia Romana, Kantate für Alt und B.c.
- Heinrich Marschner: Lucretia, Oper
- Ottorino Respighi: Lucrezia, Oper
- Benjamin Britten: The Rape of Lucretia, Oper

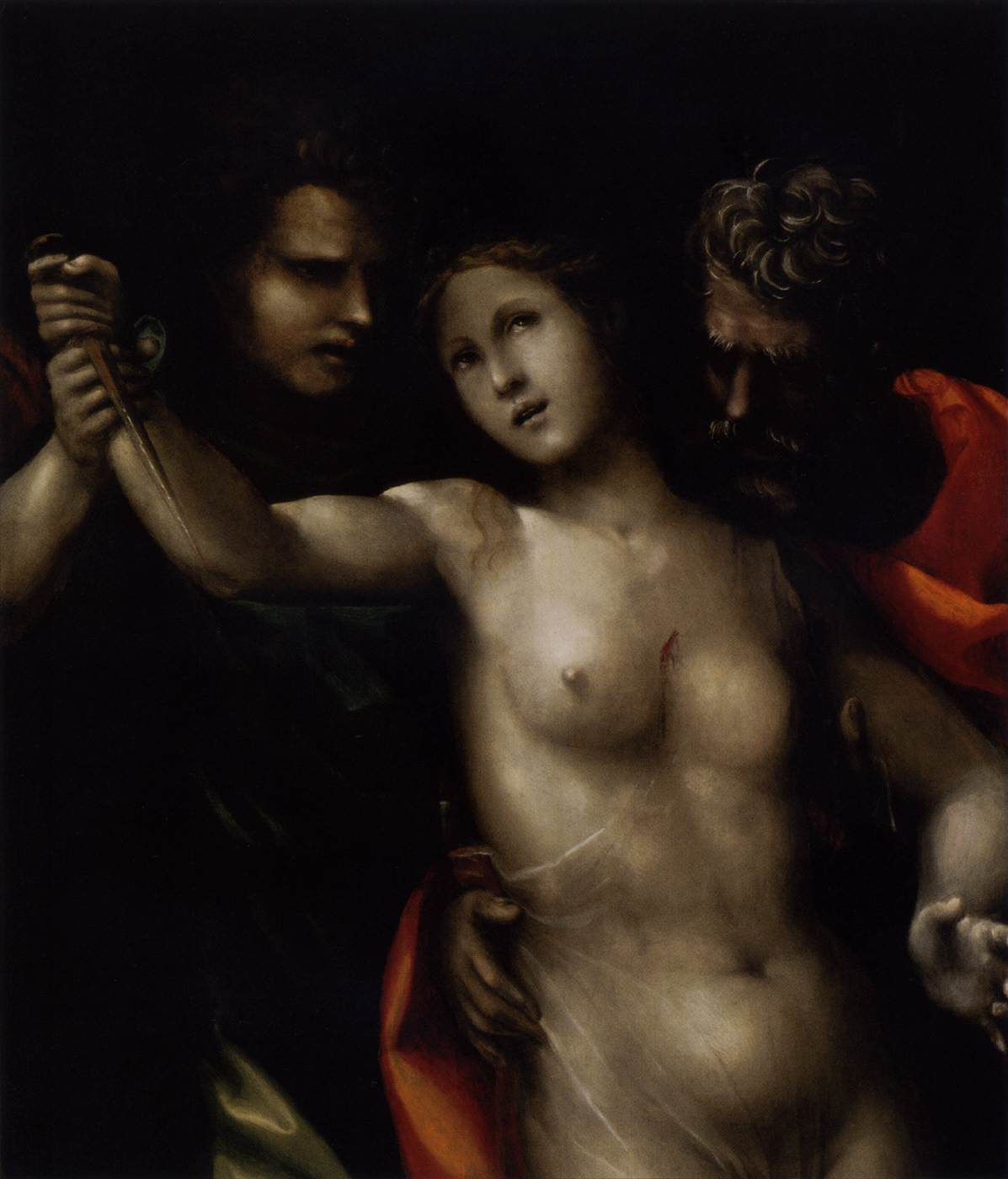
Sodoma: Der Tod Lucretias, 1513

- The Sisters of Mercy: Lucretia My Reflection, Dritte Singleauskopplung vom Album Floodland (1987), bezieht sich aber auch auf Lucrezia Borgia gemäß Aussagen von Andrew Eldritch[24].
- Megadeth: Lucretia, Thrash-Metal-Song (erschienen unter Capitol Records auf der LP Rust in Piece von 1990)
- Kreator: Lucretia My Reflection, Thrash Metal, erschien auf dem Album "Voices of Transgression"
- Momus: The Rape of Lucretia, auf dem Album Circus Maximus